# Division One League
Die Division One League ist die zweithöchste Spielklasse (2. Liga) im ghanaischen Fußball und in drei Staffeln aufgegliedert, diese sind aufgeteilt nach den Verwaltungsgliederungen Ghanas.
Die Klubs spielen während einer Saison zweimal gegeneinander.

## Aufstieg
In die Ghana Premier League steigen jeweils die Meister aus den drei Zonen auf.